# Tōkyū
Tokyu Corporation (東急株式会社 Tōkyū Kabushiki-gaisha?) es la empresa matriz de Tokyu Group, conglomerado empresarial japonés con sede en Shibuya.Aunque surgió como una empresa dedicada al transporte ferroviario, hoy en día cuenta con filiales en sectores como el inmobiliario, el hotelero o el de distribución comercial.

## Historia
Tokyu Corporation fue fundada el 2 de septiembre de 1922 como el Ferrocarril Eléctrico Meguro-Kamata (目黒蒲田電鉄 Meguro-Kamata Dentetsu?). 

## Tokyu Railways

Mapa de la red de Tōkyū.

Líneas operadas:
| Línea         | Color | Símbolo | Recorrido                   | Longitud (km) | Estaciones | Inauguración | Velocidad máxima (km/h) |
| ------------- | ----- | ------- | --------------------------- | ------------- | ---------- | ------------ | ----------------------- |
| Tōyoko        |       |         | Shibuya – Yokohama          | 24,2          | 21         | 1926         | 110                     |
| Meguro        |       |         | Meguro – Hiyoshi            | 11,9          | 13         | 1923         | 110                     |
| Shin-Yokohama |       |         | Shin-Yokohama – Hiyoshi     | 5,8           | 3          | 2023         | 110                     |
| Den-en-toshi  |       |         | Shibuya – Chūō-Rinkan       | 31,5          | 27         | 1907         | 110                     |
| Ōimachi       |       |         | Ōimachi – Mizonokuchi       | 10,4          | 15         | 1927         | 85                      |
| Ikegami       |       |         | Gotanda – Kamata            | 10,9          | 15         | 1922         | 80                      |
| Setagaya      |       |         | Sangen-Jaya – Shimo-Takaido | 5,0           | 10         | 1925         | 40                      |
| Kodomonokuni  |       |         | Nagatsuta–Kodomonokuni      | 3,4           | 3          | 1967         | 3,4                     |
| Tamagawa      |       |         | Kamata – Tamagawa           | 5.6           | 7          | 2000         | 80                      |
| TOTAL         | TOTAL | TOTAL   | TOTAL                       | 9,5           | 108        | –            | –                       |